# ميخائيل تايلور (كاتب)
ميخائيل تايلور (بالإنجليزية: Michael Taylor)‏ هو كاتب سيناريو أمريكي، ولد في 15 فبراير 1950.

## وصلات خارجية
- ميخائيل تايلور على موقع IMDb (الإنجليزية)
- ميخائيل تايلور على موقع ألو سيني (الفرنسية)
- ميخائيل تايلور على موقع قاعدة بيانات الفيلم (الإنجليزية)